# Nomad
Nomad – polska grupa muzyczna wykonująca death metal, powstała 1994 roku w Opocznie. Do 2007 roku zespół wydał cztery albumy studyjne, które zostały pozytywnie ocenione zarówno przez publiczność jak i krytyków muzycznych. Formacji przewodzą wokalista Waldemar „Bleyzabel” Twardowski oraz gitarzysta Patryk „Patrick” Sztyber, który pozostaje jednym członkiem oryginalnego składu.

## Historia

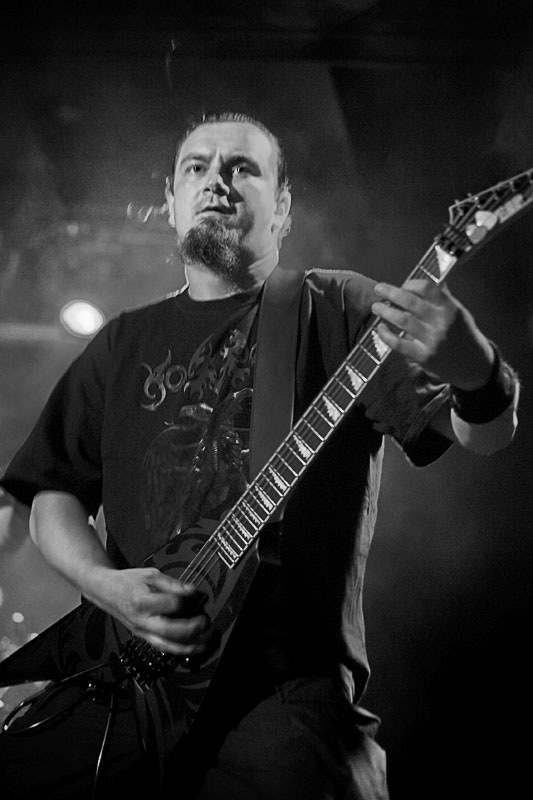
Paweł „Nameless” Mastalerz podczas koncertu we wrocławskim klubie Firlej 13 maja 2011 roku

Zespół powstał w 1994 roku w Opocznie w składzie: Christian (śpiew), Marek (perkusja), Herman (gitara basowa) i Patryk „Patrick” Sztyber (gitara). Wkrótce potem do zespołu dołączył drugi wokalista Waldemar „Bleyzabel” Twardowski, który występował wówczas w lokalnym zespole Putrefaction. 
W 1996 roku grupa zarejestrowała demo zatytułowane Disorder. Kaseta została nagrana studiu Salman przez Rafała Salmanowicza. Wkrótce potem do grupy dołączył drugi gitarzysta Dawid  Brzozowski. Natomiast nowym perkusistą został Piotr „Pienał” Pęczek. 
W 1997 roku w olsztyńskim Selani Studio we współpracy z Andrzejem Bombą zespół nagrał pierwszy album zatytułowany The Tail of Substance, wydany nakładem własnym. Kaseta dzięki sponsorom ukazała się w nakładzie 1000 egzemplarzy. 
Nagrania były promowane podczas trasy koncertowej w Polsce wraz z grupami Lux Occulta, Christ Agony, Hate i Heresy. W międzyczasie grupę opuścił Christian. W roku 1998 w katowickim studio Alkatraz grupa nagrała cztery utwory, dzięki którym grupa podpisała kontrakt płytowy z wytwórnią Novum Vox Mortis. 
W lutym 1999 roku Nomad zrealizował trzy utwory, które wraz z poprzednimi ukazują się na albumie pt. The Devilish Whirl. Płyta została zarejestrowana, zmiskowana i zmasterowana przez ówczesnego gitarzystę grupy Kat - Jacka Regulskiego. Bleyzabel o współpracy Regulskim wypowiedział się w następujący sposób:

Masz rację, ta płyta posiada swoją aurę tajemniczości, postać Jacka Regulskiego pomogła nam się skoncentrować i jednocześnie rozluźnić, tak by praca w studio przebiegała w bardzo komfortowych warunkach. Jacek był bardzo dobrym gitarzystą i pomagał nam w stworzeniu wyśmienitych warunków do nagrywania i jak słyszysz płytę, to już wiesz, że brzmienie gitar i solówek (jedną zagrał nawet sam), to jego zasługa, ba, brzmienie całej płyty jest zasługą Jacka Regulskiego.

W 2001 roku do zespołu dołączył perkusista Dominik „Domin” Michałowicz występujący wówczas w formacji Soul Devourer. W roku 2002, w lubelskim Hendrix Studio muzycy zarejestrowali kolejny album zatytułowany Demonic Verses (Blessed Are Those Who Kill Jesus). Płyta została wydana w 2004 roku nakładem amerykańskiej wytwórni muzycznej Baphomet Records. Mastering kompozycji wykonał Grzegorz Piwkowski w High End Audio w Warszawie. 
W kwietniu 2007 roku muzycy podpisali kontrakt z wytwórnią muzyczną Empire Records. Czwarty album studyjny formacji zatytułowany The Independence of Observation Choice ukazał się w 2007 roku. Nagrania zostały zarejestrowane pomiędzy lutym a majem 2006 roku w lubelskich Hendrix Studios we współpracy z Arkadiuszem „Maltą” Malczewskim. Partie perkusji zostały nagrane na zestawie należącym do Zbigniewa „Inferno” Promińskiego z formacji Behemoth. Mastering w październiku tego samego roku wykonał Jarosław „Smok” Smak w One Studio. W 2010 roku formacja rozpoczęła prace nad piątym albumem studyjnym. Premiera płyty zatytułowanej Transmigration of Consciousness odbyła się 21 marca 2011 roku.

## Muzycy

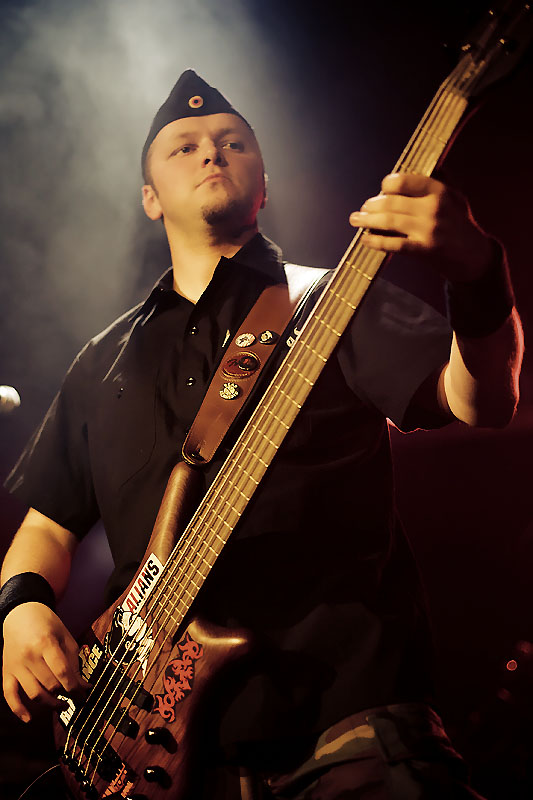
Tomasz „Hydrant” Łuczkowski podczas koncertu we wrocławskim klubie Firlej 13 maja 2011 roku

| Obecny skład zespołu - Waldemar „Bleyzabel” Twardowski – śpiew - Patryk „Patrick” Sztyber – gitara - Paweł „Nameless” Mastalerz – gitara - Bartłomiej „Groszek” Grochulski – perkusja - Piotr Ślęzak – gitara basowa |  | Byli członkowie zespołu - Christian – śpiew - Dawid „Mały” Brzozowski – gitara - Herman – gitara basowa - Marek – perkusja - Piotr „Pienał” Pęczek – perkusja - Jarosław „Rodzyn” Rożenek – perkusja - Tomasz „Hydrant” Łuczkowski – gitara basowa - Dominik „Domin” Michałowicz – perkusja |

## Dyskografia
- Disorder (demo, 1996, wydanie własne)
- The Tail of Substance (1997, Nomadic Hell Productions)
- The Devilish Whirl (1999, Novum Vox Mortis; 2001, Polish Sabbath Productions; 2002, The Flaming Arts)
- Demonic Verses (Blessed Are Those Who Kill Jesus) (2004, Baphomet Recrds)
- The Independence of Observation Choice (2007, Empire Records; 2009, Animate Records)
- Transmigration of Consciousness (2011, Witching Hour Productions)
- Tetramorph (EP, 2015, Witching Hour Productions)[9]